# Amblyeleotris
Amblyeleotris är ett släkte av fiskar. Amblyeleotris ingår i familjen smörbultsfiskar.

## Bildgalleri

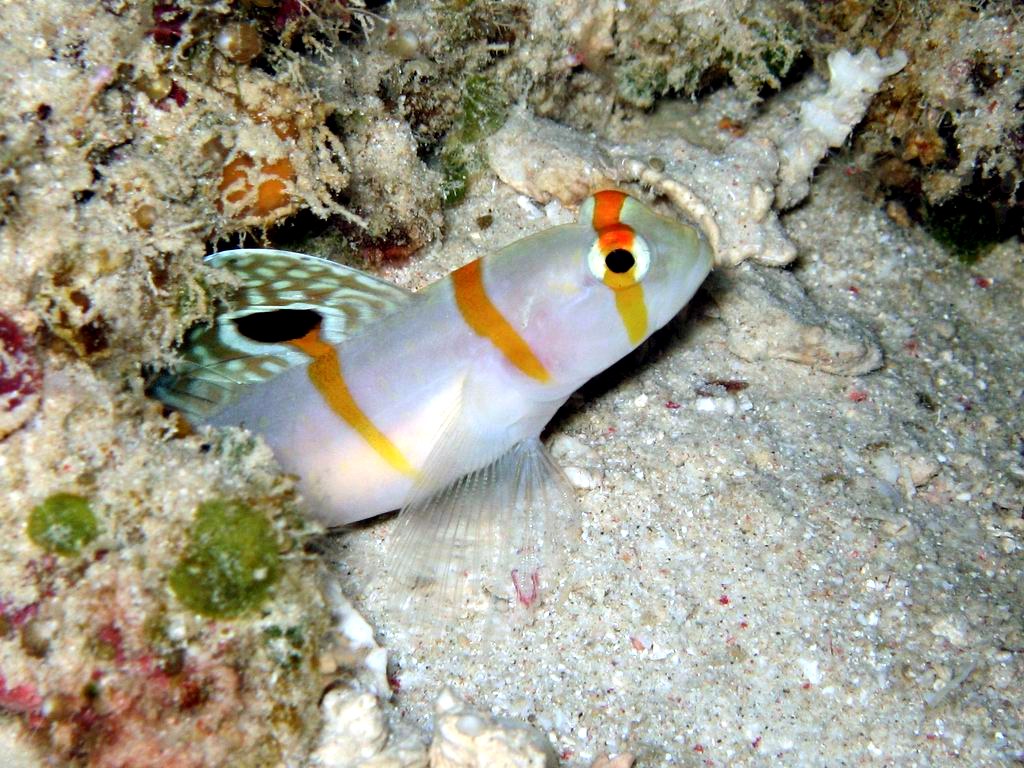
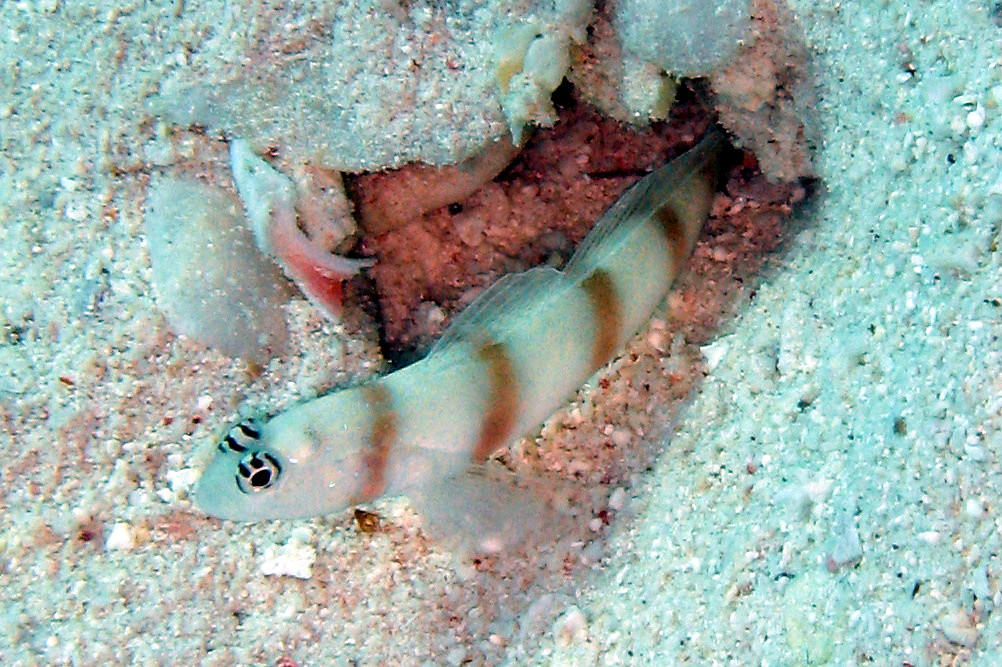
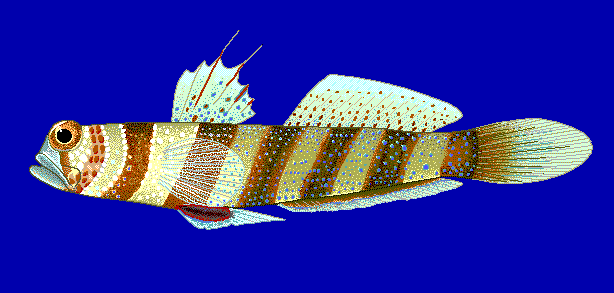
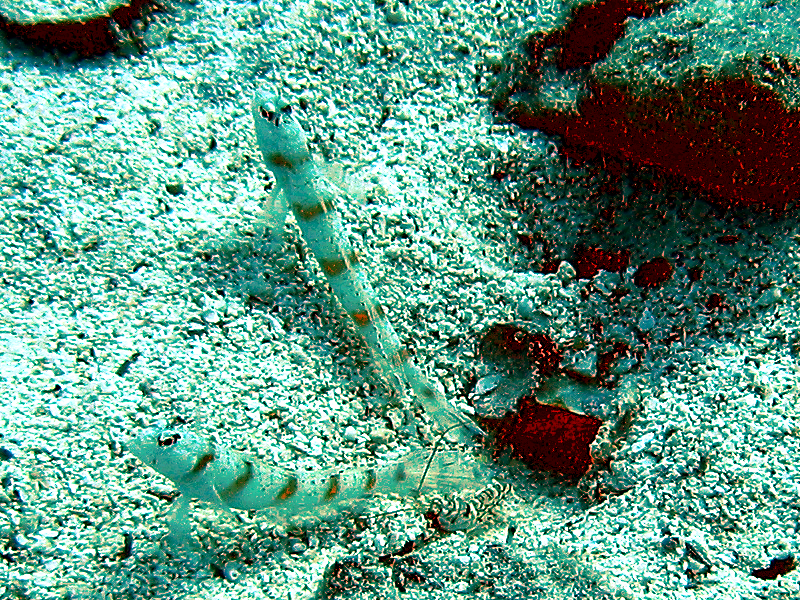
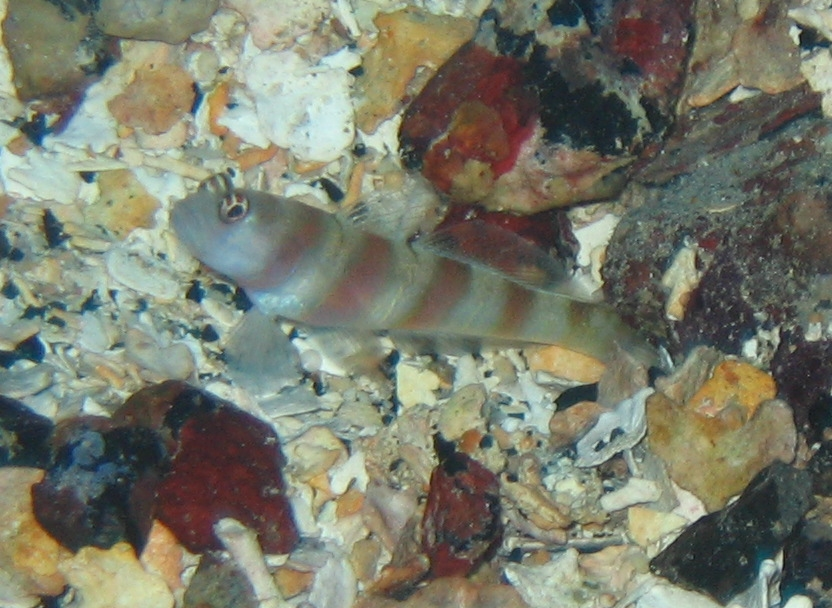
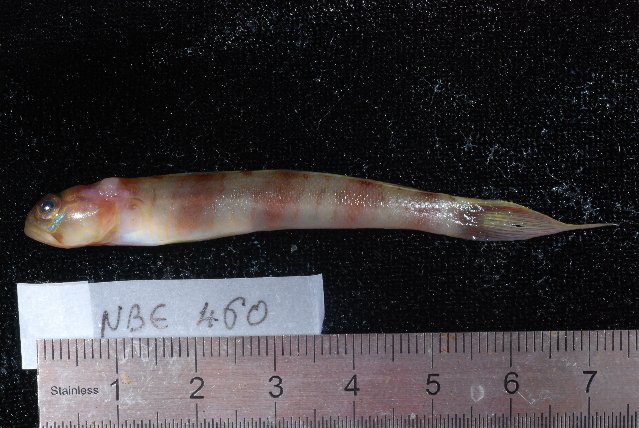

## Dottertaxa tillAmblyeleotris, i alfabetisk ordning[1]
- Amblyeleotris arcupinna
- Amblyeleotris aurora
- Amblyeleotris bellicauda
- Amblyeleotris biguttata
- Amblyeleotris bleekeri
- Amblyeleotris callopareia
- Amblyeleotris cephalotaenius
- Amblyeleotris delicatulus
- Amblyeleotris diagonalis
- Amblyeleotris downingi
- Amblyeleotris ellipse
- Amblyeleotris fasciata
- Amblyeleotris fontanesii
- Amblyeleotris guttata
- Amblyeleotris gymnocephala
- Amblyeleotris harrisorum
- Amblyeleotris japonica
- Amblyeleotris latifasciata
- Amblyeleotris macronema
- Amblyeleotris marquesas
- Amblyeleotris masuii
- Amblyeleotris melanocephala
- Amblyeleotris morishitai
- Amblyeleotris neglecta
- Amblyeleotris neumanni
- Amblyeleotris novaecaledoniae
- Amblyeleotris ogasawarensis
- Amblyeleotris periophthalma
- Amblyeleotris randalli
- Amblyeleotris rhyax
- Amblyeleotris rubrimarginata
- Amblyeleotris steinitzi
- Amblyeleotris stenotaeniata
- Amblyeleotris sungami
- Amblyeleotris taipinensis
- Amblyeleotris triguttata
- Amblyeleotris wheeleri
- Amblyeleotris yanoi